# Cayden Boyd
Cayden Michael Boyd (Bedford, 24 maggio 1994) è un attore statunitense.
Ha recitato in numerosi film quali Quel pazzo venerdì, Palle al balzo - Dodgeball, Mystic River, ed è apparso nella sitcom televisiva Scrubs - Medici ai primi ferri.
Ha avuto un ruolo di rilievo nel film fantastico Le avventure di Sharkboy e Lavagirl in 3-D e successivamente ha interpretato Warren Worthington III da giovane, nel film X-Men - Conflitto finale.
Ha ottenuto una nomination agli Young Artist Awards.

## Filmografia parziale

### Cinema
- Fault (2002)
- Mystic River (2003)
- Quel pazzo venerdì (Freaky Friday) (2003)
- L'invidia del mio migliore amico (Envy) (2004)
- Palle al balzo - Dodgeball (Dodgeball: A True Underdog Story) (2004)
- Le avventure di Sharkboy e Lavagirl in 3-D (The Adventures of Sharkboy and Lavagirl in 3-D) (2005)
- X-Men - Conflitto finale (X-Men: The Last Stand) (2006)
- Have Dreams, Will Travel (2007)
- Un segreto tra di noi (Fireflies in the Garden) (2008)
- Io e Lulù (Dog) (2022)

### Televisione
- Scrubs - Medici ai primi ferri (Scrubs) - serie TV, episodio I miei quindici minuti (2001)
- Crossing Jordan - serie TV, episodio Fuoco nel cielo (2004)
- Cold Case - Delitti irrisolti (Cold Case) - serie TV, episodio La vendetta di Archie (2005)
- Close to Home - Giustizia ad ogni costo (Close to Home) - serie TV, episodio Ritorno al lavoro (2005)
- NCIS - Unità anticrimine (NCIS) - serie TV, episodio 16x05 (2018)
- The First Lady - serie TV, 5 episodi (2022)

## Doppiatori italiani
Nelle versioni in italiano dei suoi lavori, Cayden Boyd è stato doppiato da:
- Manuel Meli in Un segreto tra di noi
- Jacopo Bonanni in Le avventure di Sharkboy e Lavagirl in 3-D
- Riccardo Menni in Girls
- Davide Perino in Io e Lulù